# Kevin Wimmer
Kevin Wimmer (pronunție în germană [ˈkɛvɪn ˈvɪmɐ]; n. 15 noiembrie 1992) este un fotbalist austriac profesionist care joacă pe postul de fundaș central pentru echipa de Championship Stoke City și echipa națională a Austriei.
Wimmer și-a început cariera la profesioniști la LASK Linz, de unde forma sa bună l-a făcut să ajungă la clubul german 1. FC Köln în iunie 2012. În sezonul 2013-2014, Wimmer a ajutat-o pe Köln să stabilească un nou record în 2. Bundesliga, după ce echipa a primit doar 20 de goluri și a reușit să obțină promovarea în Bundesliga. După un prim sezon reușit în Bundesliga el s-a mutat în Premier League, la Tottenham Hotspur, pentru o sumă de transfer de 4,3 milioane de lire sterline. Nu a reușit să se impună la Tottenham, cu Mauricio Pochettino preferându-i pe Toby Alderweireld și Jan Vertonghen. După două sezoane în nordul Londrei, Wimmer a fost transferat de Stoke City în august 2017 pentru suma de 18 milioane de lire sterline. Nici aici nu a reușit să se impună și a fost împrumutat la Hanovra 96 în mai 2018.

## Cariera pe echipe

### 1. FC Köln
În iunie 2012, Wimmer a fost vândut de echipa austriacă LASK Linz la clubul german 1. FC Köln pentru suma de transfer de 250.000 €. Pe 5 august 2012, el a debutat într-o înfrângere în deplasare scor 1-0 cu Eintracht Braunschweig. El a continuat să joace constant în apărarea Kölnului. La 29 noiembrie 2013, Wimmer a marcat primul său gol într-o victorie cu 3-0 asupra lui FC St. Pauli.
În sezonul 2013-2014, Wimmer a ajutat clubul să stabilească un record în 2. Bundesliga după ce a primit doar 20 de goluri, obținând promovarea în Bundesliga. Wimmer și-a continuat meciurile  bune în Bundesliga germană ajutând-o pe Köln să rămână în Bundesliga, reușind să evite înfrângerea împotriva fiecărei echipe, cu excepția lui Bayern München și SC Freiburg, cel puțin o dată. Echipa a stabilit un record în Bundesliga cu nouă meciuri încheiate la egalitate cu scorul de 0-0, egalând și recordul lui Bayern München stabilit în Bundesliga în 1966 de a nu primi gol în 13 meciuri. În sezonul 2014-2015, Wimmer a jucat 32 de meciuri și a fost numit cel de-al șaptelea cel mai bun fundaș din campionat de către revista de fotbal Kicker.

### Tottenham Hotspur
Pe 29 mai 2015, Wimmer s-a alăturat echipei de Premier League Tottenham Hotspur, cu care a semnat un contract pe cinci ani, cu suma de transfer fiind de 4,3 milioane de lire sterline. La 30 iulie, el și-a făcut debutul pentru Tottenham împotriva echipei MLS All-Stars într-o înfrângere cu 2-1 în Denver, Colorado. Wimmer l-a înlocuit pe căpitanul Jan Vertonghen după 45 de minute și a debutat împreună cu alți jucători nou-aduși, printre care Dele Alli, Kieran Trippier și Toby Alderweireld.
La 4 august 2015, Wimmer a jucat pentru prima dată titular într-o înfrângere cu 2-0 cu Real Madrid în Cupa Audi, jucat la München, și a fost înlocuit de Jan Vertonghen în minutul 46. Wimmer a jucat numai în cupă, fiind mai mult rezervă, din cauza parteneriatului bine sudat din  apărare dintre Vertonghen și Alderweireld. Deși putea fi împrumutat, antrenorul Mauricio Pochettino a ales să-l păstreze pe Wimmer, motivând că are nevoie de soluții de rezervă în cazurile în care ar apărea vreo accidentare Așa s-a și întâmplat, Wimmer reușind să joace primul meci din Premier League 2015-2016 pe 23 ianuarie 2016, înlocuindu-l pe Vertonghen care se accidentase într-o victorie cu 3-1 cu Crystal Palace. Cu Vertonghen accidentat pentru aproximativ două luni, Wimmer a devenit titular în Premier League și în fazele eliminatorii ale Europa League. Wimmer a impresionat ca înlocuitor al lui Vertonghen, jucând 15 meciuri în campionat înainte ca Vertonghen să se întoarcă în meciul împotriva lui Manchester United de pe 10 aprilie. În cele nouă meciuri de campionat începute de Wimmer ca titular, Tottenham a primit doar șase goluri, ajungând pe locul al doilea în clasament. După acest sezon, Wimmer a semnat un nou contract pe cinci ani până în vara anului 2021.
În ciuda faptului ca în sezonul 2016-2017 își dorea să joace mai mult ca în primul sezon, Wimmer a fost din nou rezervă, accidentându-se într-un meci de dinaintea începerii campionatului. După ce a declarat pentru ziarul austriac Kleine Zeitung, în octombrie, că așteaptă „cu răbdare șansa lui“, accidentarea lui Toby Alderweireld ar fi părut să reprezinte o nouă șansă pentru Wimmer, dar Eric Dier a fost ales în detrimentul său. A fost nevoie de o a doua accidentare pentru ca Wimmer să spargă gheața în acel sezon, înlocuindu-l pe Dele Alli. Wimmer a jucat pentru prima dată în noul sezon de Premier League, pe 6 noiembrie, împotriva rivalei Arsenal, fiind singurul fundaș central într-o linie de trei folosită pentru prima dată de antrenorul Mauricio Pochettino în acel sezon. În derby, Wimmer a înscris un autogol în încercarea de a respinge o lovitură liberă a lui Mesut Özil într-un meci încheiat la egalitate, scor 1-1.

### Orașul Stoke
Wimmer a fost transferat de Stoke City la 28 august 2017, pentru suma de 18 milioane de lire sterline. Antrenorul Mark Hughes a declarat că „Aducerea lui Kevin aici este o adevărată lovitură în opinia mea, pentru că este un jucător tânăr talentat, care va aduce, fără îndoială, calitate echipei... Au fost mulți bani cheltuiți în această vară, iar pentru nou, să obținem un jucător de calibrul lui Kevin prețul pe care l-am plătit, este, în opinia mea, ceva ce vom aprecia cu adevărat în anii care vor veni.” El și-a făcut debutul pentru Stoke pe 9 septembrie 2017 într-o remiză scor 2-2 împotriva lui Manchester United. Wimmer a făcut un început slab de sezon la Stoke și a primit critici din partea suporterilor pentru meciul slab făcut înfrângerea cu 2-7 cu Manchester City.
Performanțele lui Wimmer nu au reușit să se îmbunătățească și a fost plasat într-un regim special de antrenament de către noul manager Paul Lambert. Wimmer nu a reușit să joace sub Lambert, cu Stoke retrogradând în EFL, a doua ligă engleză. Wimmer a fost considerat un „transfer ratat” de către suporterii lui Stoke și s-a raportat faptul că clubul ar fi dispus să-și asume o pierdere substanțială în ceea ce-l privește pe Wimmer. Wimmer a fost împrumutat în Bundesliga, la Hanovra 96, fiind împrumutat în mai 2018, cu opțiunea unui transfer permanent. Wimmer a jucat 24 de meciuri pentru Hanovra, în timp ce echipa a terminat pe locul 17 și a retrogradat în 2. Bundesliga. El nu a jucat destule meciuri pentru a declanșa clauza de transfer permanent.

## Cariera la națională
Wimmer a reprezentat Austria la categoriile sub 17 ani, sub 19 ani, sub 20 ani și sub 21 ani.
La 15 noiembrie 2013, el și-a făcut debutul la seniori pentru echipa națională a Austriei într-un amical, intrând pe teren într-o victorie cu 1-0 asupra Statelor Unite.